# Tommaso di Ercildoune
Sir Thomas Learmont, popolarmente conosciuto come Tommaso di Ercildoune o Tommaso il Rimatore (Ercildoune, 1215 circa – 1300 circa), è stato un poeta, bardo e indovino scozzese. Era un popolare artista itinerante delle isole britanniche nella seconda metà del XIII secolo, ed è divenuto protagonista di molte ballate e leggende folkloristiche.

## Biografia
Non molto è noto dalla vita di Tommaso, se non che proveniva da Earlston (all'epoca Ercildoune) e che faceva parte della famiglia Learmont. Nella prima metà del XIII secolo appare come testimone in una donazione fatta da Petrus de Haga all'abbazia di Melrose, dove è già identificato come Tommaso il Rimatore, segno che già all'epoca era un rinomato bardo e poeta itinerante.
La maggior parte delle sue attività non sono note, ma è attestato che fosse presente alla corte di re Alessandro III di Scozia attorno al 1285. Secondo varie leggende popolari riportate anche da Giovanni di Fordun, Tommaso avrebbe predetto la prossima morte del sovrano (che infatti di lì a poco precipitò in un burrone), ma pare che usasse parole talmente criptiche che il suo signore feudale Patrick Dunbar, VIII conte di March le avesse scambiate per semplici previsioni meteorologiche. Dello stesso periodo è attribuita a Tommaso la composizione di un poema sulla leggenda di Tristano e Isotta.
Tommaso il Rimatore possedeva anche una rendita e un appezzamento di terra a Earlston, ed era quindi vassallo dei conti di Dunbar. Tra il 1294 e il 1299 stilò il proprio testamento, dove lasciava tutti i suoi beni e le sue terre in eredità al figlio omonimo Thomas. La sua data di morte non è certa, e alcune fonti lo menzionano ancora in vita attorno al 1307, forse fattosi monaco in un'abbazia. Le sue proprietà terriere, dette "Terra del Rimatore" (Rhymer's Land), rimasero integre fino al XX secolo, e di proprietà formale della Trinity College Church di Edimburgo.
In Scozia la discendenza diretta di Tommaso il Rimatore si è estinta nel XIX secolo con la morte di Robert Learmont attorno al 1840. Pare inoltre che il poeta russo di lontane origini scozzesi Michail Jur'evič Lermontov fosse a sua volta un discendente di Tommaso.

## Eredità culturale
Tommaso il Rimatore fu il punto di riferimento per numerosi letterati della sua epoca e immediatamente successivi, segnatamente Harry il Cieco, Thomas Grey, John Barbour, Andrew de Wyntoun e Walter Bower, che più volte lo menzionarono nelle proprie opere. Presto il bardo assurse a figura mitica, tanto che venne paragonato al mago Merlino. Si diffuse inoltre una popolare ballata (da alcuni ritenuta opera dello stesso Tommaso) che narrava del suo incontro con la Regina delle Fate (alcune versioni furono poi messe per iscritto da sir Walter Scott nel XIX secolo).
A partire dal XIV secolo si diffusero molte leggende sulla figura di Tommaso, segnatamente sulla sua supposta capacità divinatoria e sulle numerose profezie che avrebbe enunciato quando era in vita. La maggior parte di queste storie erano chiaramente spurie, ma riscossero grande popolarità e pare venissero consultate anche per determinare il futuro del regno di Giacomo VI di Scozia nel XVI secolo e l'eventuale successo dell'insurrezione giacobita del 1745. Le leggende furono poi messe per iscritto e rese sotto forma di fiabe.